# Sébastien Demarbaix
Sébastien Demarbaix, né le 19 décembre 1973 à Lessines, est un ancien coureur cycliste belge, professionnel de 1996 à 2002.

## Biographie
Une fois sa carrière professionnelle terminée, Sébastien Demarbaix devient directeur sportif.
Il rejoint à partir de 2024 la formation UCI WorldTeam Intermarché-Circus-Wanty.

## Palmarès

### Palmarès amateur
- 1990
  - 2e du Circuit Het Nieuwsblad débutants
- 1992
  - Ledegem-Kemmel-Ledegem
  - 3e du championnat de Belgique du contre-la-montre juniors
- 1994
  - Arden Challenge
  - 3e de Zellik-Galmaarden
- 1995
  - Seraing-Aix-Seraing
  - 2e du Circuit du Hainaut

### Palmarès professionnel
- 1994
  - 5e étape du Tour de la Région Wallonne
- 1998
  - 2e du Stadsprijs Geraardsbergen
- 1999
  - 3e de la Japan Cup

### Résultats sur les grands tours

#### Tour de France
3 participations
- 1999 : 130e
- 2000 : 88e
- 2001 : 108e